# Jaskinia Wodna pod Raptawicką
Jaskinia Wodna pod Raptawicką (Wodna w Raptawickiej, Wodna Raptawicka, Wodna pod Raptawicą) – jaskinia w Dolinie Kościeliskiej w Tatrach Zachodnich, znajdująca się u podnóża wapiennego masywu Raptawickiej Turni. Znajduje się w odległości 4,4 km od Kir, po zachodniej stronie doliny, ok. 100 m na północ od Skały Pisanej. Ma pięć otworów wejściowych znajdujących się tuż przy Kościeliskim Potoku, dokładnie poniżej ścieżki prowadzącej do Jaskiń Pawlikowskiego (Mylnej, Raptawickiej i Obłazkowej) na wysokościach 1027 i 1032 m n.p.m. Długość jaskini wynosi 170 metrów, a jej deniwelacja 5 metrów.

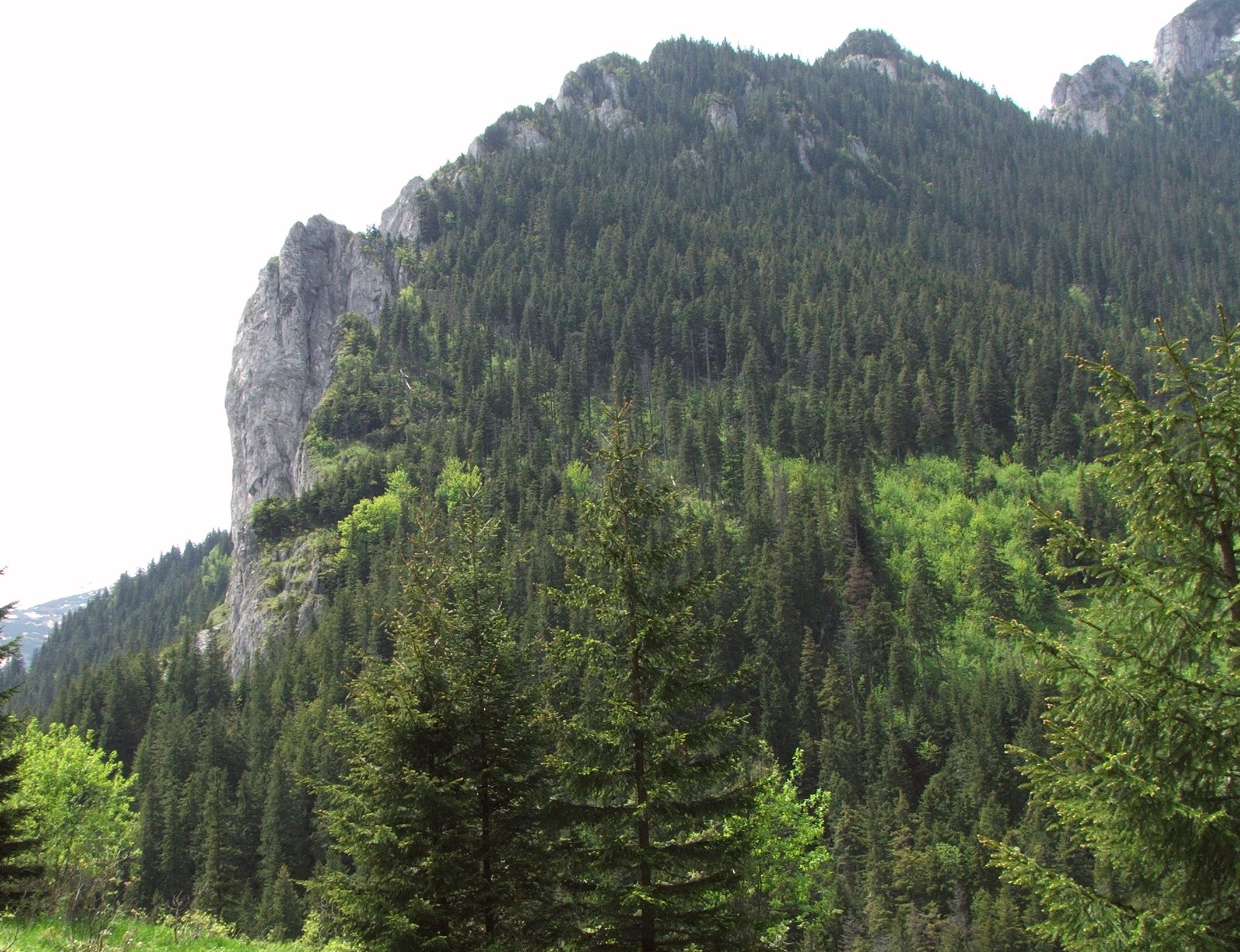
Raptawicka Turnia

## Opis jaskini
W 1985 roku główne, górne wejście do jaskini (jedyne suche) stało się niedostępne. Nastąpił wtedy duży obryw skał, które całkowicie zamknęły otwór. Znajdował się on tuż przy ścieżce, pod skałką, częściowo zasłaniały go duże bloki wapienne. W tej chwili do jaskini wejść można tylko przez otwory, z których wypływa woda. Idąc najszerszym z nich (dolnym), dochodzi się do rozgałęzienia. W lewo biegnie pod górę korytarz do nieczynnego otworu głównego, natomiast w prawo prowadzi szczelinowy ciąg główny. Po około 35 m dochodzi się do niewielkiego obniżenia (I syfon okresowy). Za nim w prawo wstecz odchodzi równolegle do ciągu głównego niski korytarz zalany po strop. Wpływa do niego woda z głębi jaskini. Dalej idąc pod prąd korytarzem w licznych miejscach zalanym po strop (syfony), dochodzi się do rozgałęzienia, skąd prowadzi boczny, suchy korytarz z zaciskami. Po ponad 35 metrach staje się zbyt ciasny do przejścia. Główny ciąg natomiast kończy się w wodzie.

## Przyroda
Jaskinia Wodna pod Raptawicką jest czynną do dzisiaj podziemną odnogą Kościeliskiego Potoku. Ok. 200 m powyżej woda z potoku wpływa do podziemnych szczelin, tak że czasami potok całkowicie zanika (tzw. ponor), a następnie wypływa w tej właśnie jaskini oraz w Jaskini Wodnej pod Pisaną. Przez większą część roku wszystkie ciągi z wyjątkiem okolic nieczynnego głównego otworu są niemal całkowicie wypełnione wodą. Wypływ i źródła spod Raptawickiej Turni są zasilane przez kilka ponorów w dnie Doliny Kościeliskiej, ale także przez wody pochodzące z krążenia krasowego, zapewne z obszaru Kominiarskiego Wierchu.

## Historia odkryć
Jaskinia jest bardzo trudna do zbadania, gdyż przez większą część roku jest w niej wysoki poziom wody.
Mimo że od dawna wiedziano o niej, po raz pierwszy weszli do niej dopiero w grudniu (w zimie poziom wody jest zwykle najniższy) 1955 r. grotołazi Maciej Kuczyński i Andrzej Ostrowicz po rozkuciu wąskiego przejścia. Zbadali początkowy odcinek jaskini.
W 1979 r. grotołazi Wojciech Przybyszewski z Warszawy i Wojciech Wiesław Wiśniewski z Krakowa pokonali pierwszy syfon i odkryli dalszy ciąg jaskini.
W 1980 r. zespół Speleoklubu Warszawskiego po przejściu pierwszego syfonu dotarł do kolejnego zwężenia po przebyciu kilku innych syfonów.
W lutym 1981 r. Izabella Luty i Marek Rekus przy użyciu sprzętu nurkowego przebyli dalsze 100 metrów korytarzy. Stan wody był wówczas wyjątkowo niski, a ciągi poznane wcześniej – prawie suche. Izabella Luty sporządziła wówczas plan i opis jaskini.